# Robert de la meilleure actrice
Le Robert de la meilleure actrice est une récompense de cinéma danoise récompensant la meilleure actrice dans un rôle principal lors des Roberts.

## Palmarès
| Année | Actrice                 | Film                                      |
| ----- | ----------------------- | ----------------------------------------- |
| 1984  | Line Arlien-Søborg      | Skønheden og udyret                       |
| 1985  | Bodil Udsen             | Min farmors hus                           |
| 1986  | Stine Bierlich          | Ofelia kommer til byen                    |
| 1987  | Kirsten Lehfeldt        | Cœurs flambés                             |
| 1988  | Stéphane Audran         | Le Festin de Babette                      |
| 1989  | Karina Skands           | Himmel og helvede                         |
| 1990  | Ghita Nørby             | Notre dernière valse (Dansen med Regitze) |
| 1991  | Dorota Pomykala         | The Birthday Trip                         |
| 1992  | Ghita Nørby             | Freud quitte la maison                    |
| 1993  | Anne Louise Hassing     | Kærlighedens smerte                       |
| 1994  | Sofie Gråbøl            | Sort høst                                 |
| 1995  | Kirsten Rolffes         | L'Hôpital et ses fantômes                 |
| 1996  | Puk Scharbau            | Kun en pige                               |
| 1997  | Emily Watson            | Breaking the Waves                        |
| 1998  | Sidse Babett Knudsen    | Let's Get Lost                            |
| 1999  | Bodil Jørgensen         | Les Idiots                                |
| 2000  | Sidse Babett Knudsen    | Den eneste ene                            |
| 2001  | Björk                   | Dancer in the Dark                        |
| 2002  | Stine Stengade          | En kærlighedshistorie                     |
| 2003  | Paprika Steen           | Okay                                      |
| 2004  | Birthe Neumann          | Lykkevej                                  |
| 2005  | Sofie Gråbøl            | Lad de små børn...                        |
| 2006  | Sofie Gråbøl            | Anklaget                                  |
| 2007  | Trine Dyrholm           | Soap                                      |
| 2008  | Noomi Rapace            | Daisy Diamond                             |
| 2009  | Lene Maria Christensen  | Frygtelig lykkelig                        |
| 2010  | Paprika Steen           | Applaus                                   |
| 2011  | Trine Dyrholm           | Revenge                                   |
| 2012  | Kirsten Dunst           | Melancholia                               |
| 2013  | Trine Dyrholm           | Love Is All You Need                      |
| 2013  | Bodil Jørgensen         | Hvidsten gruppen                          |
| 2014  | Helle Fagralid          | Sorg og glæde                             |
| 2015  | Bodil Jørgensen         | All Inclusive (en)                        |
| 2016  | Tuva Novotny            | Krigen                                    |
| 2017  | Trine Dyrholm           | La Communauté (Kollektivet)               |
| 2018  | Amanda Collin           | En frygtelig kvinde (da)                  |
| 2019  | Katrine Greis-Rosenthal | Un homme chanceux                         |
| 2020  | Trine Dyrholm           | Dronningen                                |
| 2021  | Andrea Heick Gadeberg   | Riders of Justice                         |
| 2022  | Birthe Neumann          | Pagten                                    |